# Bombylella arnoldi
Bombylella arnoldi är en tvåvingeart som först beskrevs av Hesse 1938.  Bombylella arnoldi ingår i släktet Bombylella och familjen svävflugor.
Artens utbredningsområde är Zimbabwe. Inga underarter finns listade i Catalogue of Life.